# Хоканссон, Стиг
Стиг Хо́канссон (швед. Stig Håkansson; 19 октября 1918 — 2000) — шведский кёрлингист, спринтер и прыгун в длину.
Как легкоатлет, стал чемпионом Европы в эстафете 4х100 метров на чемпионате Европы 1946; там же финишировал пятым в беге на 100 метров и прыжках в длину. Национальный чемпион среди мужчин в беге на 100 метров (1944, 1946) и прыжках в длину (1939, 1944, 1945).
Как кёрлингист, в составе мужской сборной Швеции по кёрлингу участник чемпионата мира 1968 (заняли четвёртое место). Чемпион Швеции среди мужчин, четырёхкратный чемпион Швеции среди ветеранов. Играл в основном на позиции первого. В 1986 введён в Зал славы шведского кёрлинга (швед. Stora Curlare).

## Достижения
Лёгкая атлетика:
- Чемпионат Европы: золото (1946, эстафета 4х100 м).
- Чемпионат Швеции:
  - бег на 100 метров: золото (1944, 1946);
  - прыжки в длину (1939, 1944, 1945).

Кёрлинг:
- Чемпионат Швеции по кёрлингу среди мужчин: золото (1968).
- Чемпионат Швеции по кёрлингу среди ветеранов: золото (1984, 1988, 1990, 1992)[6].

## Команды (кёрлинг)
| Сезон   | Четвёртый          | Третий          | Второй         | Первый          | Запасной        | Турниры                      |
| ------- | ------------------ | --------------- | -------------- | --------------- | --------------- | ---------------------------- |
| 1967—68 | Рой Берглоф        | Челль Гренгмарк | Свен Карлссон  | Стиг Хоканссон  |                 | ЧШМ 1968 · ЧМ 1968 (4 место) |
| 1983—84 | Lennart Hemmingson | Рой Берглоф     | Стиг Хоканссон | Sven Gustafson  |                 | ЧШВ 1984                     |
| 1987—88 | Lennart Hemmingson | Стиг Хоканссон  | Sven Gustafson | Рой Берглоф     | Челль Гренгмарк | ЧШВ 1988                     |
| 1989—90 | Lennart Hemmingson | Рой Берглоф     | Стиг Хоканссон | Челль Гренгмарк |                 | ЧШВ 1990                     |
| 1991—92 | Рой Берглоф        | Челль Гренгмарк | Стиг Хоканссон | Sven Gustavsson |                 | ЧШВ 1992                     |

(скипы выделены полужирным шрифтом)

## Частная жизнь
Из семьи шведских кёрлингистов: его сыновья Ларс-Эрик и Томас — тоже кёрлингисты; Ларс-Эрик Хоканссон — чемпион Швеции среди мужчин в 1971; Томас Хоканссон — двукратный чемпион Швеции среди мужчин, бронзовый призёр чемпионата Европы 1976; сын Ларса-Эрика Патрик Хоканссон (Патрик Кларемо) играл в сборной Швеции на чемпионате мира 2005.